# الجمعة السوداء (1869)
في 24 سبتمبر 1869، اندلع ذعر في سوق الذهب في الولايات المتحدة، وأدّى إلى أزمة مالية. نشأ هذا الذعر، الذي عُرف لاحقًا باسم «الجمعة السوداء»، عن مؤامرة دبّرها مستثمران هما جاي غولد، الذي انضم إليه لاحقًا شريكه جيمس فيسك، وأبيل كوربين، وهو مضارب صغير تزوّج من فيرجينيا «جيني» غرانت، الشقيقة الصغرى للرئيس يوليسيس إس. غرانت. شكّل هؤلاء الثلاثة ما يُعرف بـ«حلقة الذهب» بهدف السيطرة على سوق الذهب ورفع سعر المعدن في بورصة نيويورك للذهب. وقعت هذه الفضيحة خلال رئاسة غرانت. اتبَع وزير الخزانة جورج إس. بوتويل سياسة تقضي ببيع ذهب الخزانة كل أسبوعين لصالح صندوق استنزاف مخصّص لسداد الدين الوطني. أسهمت هذه المبيعات، إلى جانب عمليات بيع الذهب غير المنتظمة، في استقرار الدولار. عانى الاقتصاد اضطرابات هائلة خلال الحرب الأهلية الأمريكية (1861–1865)، ولم يستعد عافيته بالكامل بعد.
سعى غولد إلى استغلال صلة كوربين بصهره، الرئيس غرانت، فأقنع كوربين بأن يقدّمه إليه. طمع غولد وفيسك في أن تتيح لهما صداقتهما للرئيس الوصول إلى معلومات سرية تتعلّق بسياسة الحكومة تجاه الذهب، بل ومنع بيع الذهب الحكومي، ليتمكّنا بذلك من التلاعب بالسوق. لم تُفلح هذه المحاولة، إذ أحبطتها الحكومة، وأسفرت عن فضيحة قوّضت مصداقية رئاسة غرانت وألحقت ضررًا بالاقتصاد الوطني. استغل غولد وفيسك ظهورهما العلني مع غرانت لتعزيز مصداقيتهما في وول ستريت، إلى جانب استخدام معلوماتهما الداخلية. خلال الأسبوع الأول من سبتمبر، تلقّى وزير الخزانة في عهد غرانت، جورج س. بوتويل، رسالة من غرانت أبلغته فيها بأن مبيعات الذهب ستلحق ضررًا بالمزارعين في الغرب، وهي فكرة زرعها غولد وفيسك. ألغى بوتويل قراره ببيع كميات كبيرة من الذهب، وعلّق مبيعات الذهب غير الروتينية من وزارة الخزانة لبقية الشهر. في الوقت نفسه، واصل غولد، وانضم إليه فيسك، شراء الذهب عبر غرفة الذهب في مدينة نيويورك، مما أدى إلى ارتفاع سعره.
عندما اطّلع غرانت على طبيعة المخطط، طلب أولًا من كوربين أن يتخلّص من ممتلكاته من الذهب، ثم أمر في 24 سبتمبر بالإفراج عن 4 ملايين دولار من ذهب الحكومة. أدّت خطوة غرانت فورًا إلى انخفاض سعر الذهب، ما سحق حصة «حلقة الذهب» في السوق. عمّ الذعر وول ستريت، ودخلت البلاد في أشهر من الاضطرابات الاقتصادية، على الرغم من تفادي الكساد الوطني. لجأ غولد وفيسك إلى أفضل وسائل الدفاع المتاحة، وبفضل دعم قضاة «حلقة تويد»، نجا الشريكان المتآمران من الملاحقة القضائية. برّأ تحقيق حكومي في عام 1870، برئاسة الجمهوري جيمس إيه. غارفيلد، غرانت من أي تورّط غير مشروع في المؤامرة.

## تاريخيًا
لتمويل الحرب الأهلية وفترة إعادة الإعمار، تكبّدت الحكومة الفيدرالية دينًا وطنيًا ضخمًا، إذ ارتفع من 64 مليون دولار في عام 1860 إلى 2.8 مليار دولار بحلول نهاية إدارة أندرو جونسون، عندما انتُخب غرانت رئيسًا في عام 1868. تفاقمت الأزمة حين أصدرت الحكومة الفيدرالية خلال الحرب الأهلية عملات ورقية عُرفت باسم «الأوراق النقدية الخضراء»، لم تكن قابلة للاسترداد بالذهب. وبما أنها كانت الوسيلة الوحيدة لسداد الديون الفيدرالية، «العامة والخاصة»، فقد أدّت هذه «الأوراق النقدية» إلى سحب العملة الذهبية من التداول، وفقًا لقانون جريشام، مما تسبب في ارتفاع حاد في سعر الذهب. وكان الاعتقاد السائد أن الحكومة الأمريكية ستُعيد في نهاية المطاف استرداد «الأوراق النقدية الخضراء» بالذهب.
اعتقد غرانت أن إعادة «العملة السليمة» إلى التداول تُعدّ السبيل الأمثل لاستعادة اقتصاد البلاد. وبسعيه لإعادة الاقتصاد الوطني إلى معاييره النقدية التي سبقت الحرب، اتّخذ في بدايات رئاسته خطوة مبكرة تمثّلت في توقيع قانون الائتمان العام لعام 1869، الذي حدّد جدولًا زمنيًا مدته عشر سنوات للعودة إلى معيار الذهب، من خلال سداد السندات الأمريكية «بالذهب أو ما يعادله» وسحب الدولار من التداول في أسرع وقت ممكن.
عيّن غرانت جورج إس. بوتويل، المعروف بموهبته، على رأس وزارة الخزانة الأمريكية. تمثّلت المهمة الأساسية لبوتويل في خفض الدين الوطني. ولتحقيق هذا الهدف، أمر مساعده، أمين الخزانة، ببدء بيع الذهب من احتياطي الخزانة وشراء سندات زمن الحرب في أبريل 1869. كما بادر بإصلاحات داخل الوزارة، فعمل على تحسين أساليب تحصيل الضرائب ومكافحة التزوير. وبنهاية مايو، انخفض الدين الوطني بمقدار 12 مليون دولار.

## احتكار سوق الذهب
في عام 1869، سعى جاي غولد، مدير سكة حديد إيري، إلى احتكار سوق الذهب بالتواطؤ مع آبل كوربين، وهو ممول ذو ماضٍ مشبوه وصهر الرئيس غرانت. عملا معًا على إقناع الرئيس بمنع وزير الخزانة بوتويل من إصدار الذهب الأسبوعي (من دون المساس بمبيعات الذهب الروتينية لصندوق الإغراق) من وزارة الخزانة الأمريكية، بهدف رفع سعر الذهب. جيمس فيسك، وهو مدير آخر جمع ثروته من تهريب القطن خلال الحرب الأهلية، شارك غولد السيطرة على سكة حديد إيري، وانضم لاحقًا إلى المؤامرة بقوة.
تمثّلت الخطوة الأولى في خطة كوربين وغولد في تجنيد دانيال باترفيلد، وهو لواء سابق وبطل حرب في الحرب الأهلية، لم يكن يمتلك أي خبرة في الشؤون المالية. نجح كوربين وغولد في الضغط من أجل تعيين باترفيلد مساعدًا لأمين الخزانة، وهو المنصب الذي كانت تُصدر من خلاله أوامر بوتويل ببيع ذهب وزارة الخزانة. قدّم غولد رشوة إلى باترفيلد بشيك قيمته 10,000 دولار، أي ما يزيد على راتبه السنوي البالغ 8,000 دولار. وافق باترفيلد على إبلاغهما بنيّة الحكومة بيع الذهب عند حدوثها.
اشتهر كوربين بلباقته في الحديث، وحقق ثروته من خلال المضاربة في العقارات. لكن الأهم بالنسبة إلى فيسك وغولد أنه كان يتمتع بوصول مباشر إلى الرئيس غرانت. استغلّا علاقة كوربين للتقرّب من غرانت في المناسبات الاجتماعية، حيث دافعا عن الامتناع عن بيع الذهب الحكومي، وكان كوربين هو من دعم هذا الموقف. حاول غولد أيضًا رشوة السكرتير الشخصي لغرانت، هوراس بورتر، من خلال فتح حساب ذهبي باسمه بقيمة 500,000 دولار، إلا أن بورتر، وهو مساعد عسكري سابق لغرانت، صرّح بأنه رفض العرض. لم يكن غولد معتادًا على رفض مماثل، فمضى في تنفيذ المعاملة وفتح حساب وساطة باسم بورتر على أي حال.
عندما أُبلغ بورتر بتصرّف غولد غير المصرّح به، رفض العرض رسميًا بكتاب خطي. بالمثل، تواصل كوربين مع جوليا، زوجة غرانت، محاولًا إغراءها بقبول نصف فائدة سندات قيمتها 250,000 دولار، لكنها رفضت العرض.
استحوذ غولد على حصة مسيطرة في بنك نيويورك الوطني العاشر، وهو بنك خاضع للتدقيق الفيدرالي ويتبع لوسطاء وول ستريت، وكان يُستخدم كمرفق لإجراء المعاملات. بالإضافة إلى اللقاء الذي جرى في قصر كوربين، تحدّث فيسك وغولد أيضًا مع غرانت داخل عربة قطار قناة إيري، وفي مقاعد فيسك في مسرح الجادة الخامسة في نيويورك. اقترح غولد على غرانت أن ارتفاع أسعار الذهب سيُضعف قيمة الدولار، مما يتيح للمزارعين في الغرب بيع محاصيلهم في الخارج، إلا أن غرانت لم يُبدِ أي رد.
كان كل من غرانت وبوتويل يؤمنان بقوة بوجوب سداد ديون البلاد المتراكمة خلال الحرب، من أجل الحفاظ على مصداقية الولايات المتحدة أمام البنوك الأوروبية. لتحقيق هذا الهدف، بدأ بوتويل ببيع سبائك الذهب من احتياطي الخزانة البالغ 100 مليون دولار، مستخدمًا العائدات لإعادة شراء السندات الأمريكية، وذلك في البداية من دون موافقة صريحة من الرئيس. دعم غرانت لاحقًا نهج بوتويل المثير للجدل، ومنحه كامل الحرية التي احتاجها. كتب بوتويل لاحقًا أن من لم يكونوا على دراية دقيقة بتفاصيل معاملاته هم فقط من ظنّوا أن «الرئيس كان يشارك في عمليات الخزانة المتعلقة بسعر الذهب».
في تلك الأثناء، لم يكن غرانت على علم بأن ظهوره العلني برفقة غولد وفيسك أرسل إلى وول ستريت إشارة تُفهم على أنه يدعم رفع سعر الذهب.